# Uwe Müssiggang

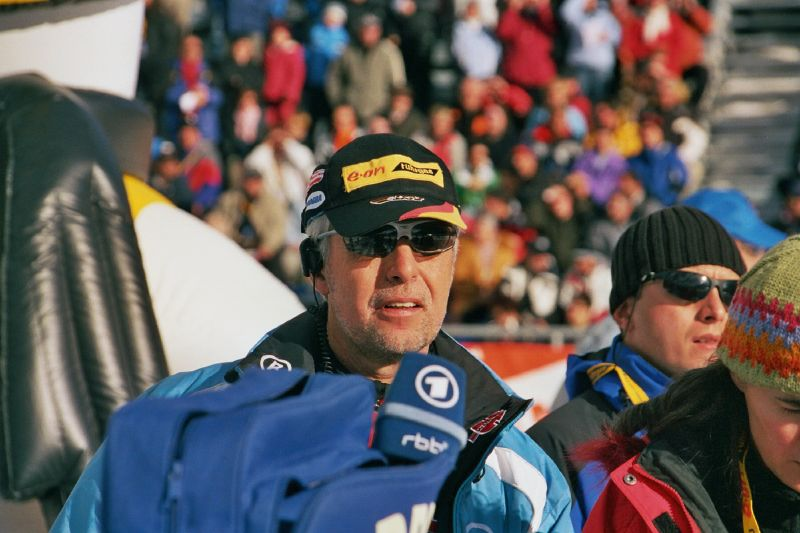
Uwe Müssiggang am Schießstand in Antholz 2006

Uwe Müssiggang (* 5. November 1951 in Pirna) ist ein ehemaliger deutscher Biathlontrainer, der von 1990 bis 2014 Bundestrainer der deutschen Nationalmannschaft war.

## Sportliche Laufbahn

### Aktiver Biathlet und Trainer
Als Biathlet schaffte es Müssiggang bis in den B-Nationalkader der DDR. Nach seiner aktiven Karriere studierte er an der Deutschen Hochschule für Körperkultur in Leipzig und betreute in den 1970er-Jahren als Trainer die Talentzentren der Bezirke Karl-Marx-Stadt und Dresden.
Im Jahre 1980 unternahm Müssiggangs Bruder einen Fluchtversuch von der DDR in die Bundesrepublik Deutschland, weil dieser sich in eine Westeuropäerin verliebt hatte. Uwe Müssiggang wurde daraufhin als Mitwisser verurteilt und saß ein Jahr in politischer Haft. Da er neben der Haftstrafe auch mit einem Berufsverbot zur ‚Resozialisierung‘ bestraft wurde, arbeitete er nach seiner Entlassung vier Jahre lang in einer Gärtnerei als Gärtnergehilfe. Nachdem im Jahre 1984 sein Ausreiseantrag in die Bundesrepublik genehmigt wurde, war Müssiggang vier Jahre lang als Sportlehrer an den CJD Christophorusschulen Berchtesgaden tätig.
1988 wechselte er als Trainer zum Deutschen Skiverband, in dessen Auftrag er zwei Jahre lang die Biathlon-Nationalmannschaft der Herren betreute.

### Bundestrainer der Damen

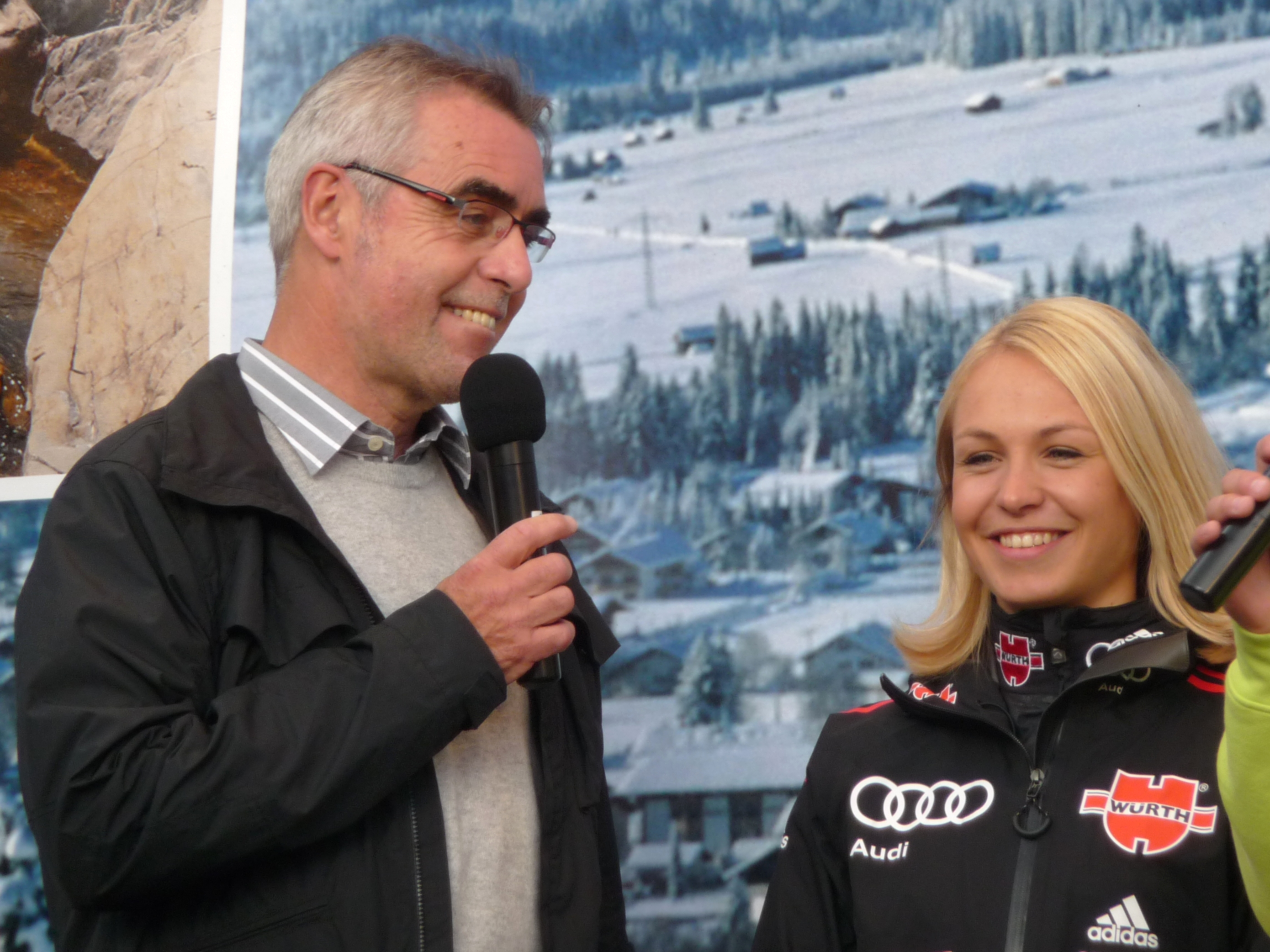
Uwe Müssiggang beim Empfang von Magdalena Neuner in Wallgau, April 2011

Nach der Vereinigung der beiden deutschen Skiverbände übernahm Müssiggang im Jahre 1990 zusammen mit seinem Co-Trainer Harald Böse die Damenmannschaft. Unter deren Regie entwickelte sich Deutschland zu einer der führenden Nationen im Damenbiathlon. Die Erfolge trugen maßgeblich zu der immer größer werdenden Popularität dieser Sportart bei. Waren zu Beginn von Müssiggangs Trainertätigkeit bereits erfolgreiche Athletinnen wie Petra Schaaf oder Antje Misersky im Kader, wurden nach und nach mit Athletinnen wie Uschi Disl, Martina Zellner, Katrin Apel, Andrea Henkel, Martina Beck, Kati Wilhelm, Simone Hauswald oder zuletzt Magdalena Neuner immer wieder junge Talente an die Weltspitze herangeführt, so dass die ganzen Jahre über die deutsche Mannschaft aus Athletinnen mit Chancen auf Spitzenplatzierungen bestand und auch heute noch besteht.
Anfang 2006 wurde Müssiggang von seinen Trainerkollegen zum Trainer des Jahres 2005 gewählt und erhielt den Biathlon-Award schon zum zweiten Mal. Nach 17 Jahren gemeinsamer Arbeit beendete Harald Böse nach der Saison 2006/07 aus Altersgründen seine Tätigkeit als Co-Trainer von Müssiggang, sein Nachfolger wurde der bisherige C-Kader-Trainer Gerald Hönig. 2010 wurde Müssiggang als Trainer des Jahres ausgezeichnet. Ab der Saison 2010/2011 war er Cheftrainer des deutschen Damen- und Herren-Teams. Seine Aufgaben bei den Damen übernahmen Gerald Hönig und Ricco Groß. Während der Olympischen Winterspiele in Sotschi kündigte Müssiggang zum Ende der Saison 2013/14 seinen Rücktritt an.

### Bilanz
Unter Müssiggangs Regie erreichten die deutschen Biathlon-Damen bei Olympischen Winterspielen acht Gold-, elf Silber- und fünf Bronzemedaillen (Stand 23. Februar 2010). Bei Weltmeisterschaften waren sie mit 22 Gold-, 14 Silber- und 10 Bronzemedaillen erfolgreich. Insgesamt erreichten die von Müssiggang betreuten Athletinnen 68 Medaillen bei Großereignissen.
Mit Martina Beck (geb. Glagow) (Saison 2002/03), Kati Wilhelm (2005/06), Andrea Henkel (2006/07) und Magdalena Neuner (2007/08, 2009/10 und 2011/12) gewannen vier Athletinnen mit ihm als Trainer den Gesamtweltcup.

## Privatleben
Uwe Müssiggang, Vater einer erwachsenen Tochter, lebt mit seiner zweiten Ehefrau auf einem Bergbauernhof bei Berchtesgaden.